# 卡維爾 (阿肯色州)
卡維爾（英語：Cavell）是位於美國阿肯色州伍德拉夫縣的一個非建制地區。該地的面積和人口皆未知。

## 地理
卡維爾的座標為35°15′36″N 91°15′39″W / 35.26000°N 91.26083°W，而該地的平均海拔高度為61米（即200英尺）。